# Faloplastia
Faloplastia é a cirurgia que tem como objetivo aumentar as dimensões do pénis humano, tanto em comprimento como em diâmetro (espessura). O pênis atinge seu tamanho definitivo geralmente por volta dos 21 anos. A média de tamanho peniano considerada normal no homem brasileiro, por exemplo, está entre 13cm e 15cm ereto. Muitos indivíduos, contudo, sentem uma inadequação relacionada ao tamanho do pênis e buscam os consultórios para o procedimento cirúrgico. 
A faloplastia, ou aumento do comprimento peniano (aumento de pênis) consiste na secção dos ligamentos que unem a parte interna do pênis ao osso pubiano. O pênis possui uma parte interna de 7 a 10cm chamada crura, que é unida através de ligamentos ao referido osso, localizada na região pélvica. Após a aplicação de anestesia local é realizada uma pequena incisão pouco acima da base do pênis, na região pubiana, para que os ligamentos sejam seccionados. A secção dos ligamentos libera cerca de 2cm a 4cm da parte pendular do pênis. Com o membro em flacidez fica melhor evidenciado esse ganho no aumento peniano que varia de pessoa para pessoa, não existindo, desse modo, um padrão fixo.